# Сахат-кула
Сахат-кула (такође сат-кула) је архитектонска карактеристика европских градова који су били под влашћу или утицајем Османског царства. Сахат-куле су грађене искључиво у европском дијелу Османског царства, и то нарочито у Босни и Херцеговини. Сахат-кула представља османлијску варијацију западноевропског облика градског звоника. Сахат-куле су грађене углавном са великим сатом на једном или више лица (обично на све четири), како би већи број становника могао читати вријеме. Сахат је архаични облик ријечи сат.

## Сахат-куле у Босни и Херцеговини
Сахат-куле у Босни и Херцеговини су углавном направљене за вријеме владавине Османлија, а прављене су због потреба обављања муслиманских вјерских обреда, пет дневних намаза, па су на куле постављени јавни сатови. Углавном су прављене недалеко од џамија и често су биле дио већег урбаног комплекса који је поред џамије такође често имао и маузолеје, хамаме, шадерване и занатске радње. Сахат-кула је представљала значајан архитектонски објекат у класичној османлијској организацији града на просторима Босне и Херцеговине који је означавао средиште економско развијене урбане средине. У периоду османлијске управе у Босни и Херцеговини изграђена је 21 сахат-кула:
- Бањалучка сахат-кула – Бања Лука (прва сахат кула у Босни и Херцеговини, срушена 1993. године)
- Доњовакуфска сахат-кула – Доњи Вакуф
- Фочанска сахат-кула – Фоча
- Грачаничка сахат-кула – Грачаница
- Градачачка сахат-кула – Градачац
- Горњовакуфска сахат-кула – Горњи Вакуф
- Јајачка сахат-кула – Јајце
- Ливањска сахат-кула – Ливно
- Маглајска сахат-кула – Маглај
- Мостарска сахат-кула – Мостар
- Невесињска сахат-кула – Невесиње
- Почитељска сахат-кула – Почитељ
- Прозорска сахат-кула – Прозор
- Прусачка сахат-кула – Прусац
- Сарајевска сахат-кула – Сарајево
- Столачка сахат-кула – Столац
- Тешањска сахат-кула – Тешањ
- Травничка сахат-кула на Мушали – Травник
- Травничка сахат-кула у Горњој чаршији – Травник
- Требињска сахат-кула – Требиње
- Вратничка сахат-кула – Вратник (Сарајево), (саграђена 1874. године од дрвета те срушена због нестабилности и опасности од рушења)

## Сахат-куле у Бугарској
- Берковска сахат-кула - Берковица
- Ботевградска сахат-кула - Ботевград
- Габровска сахат-кула - Габрово
- Добричка сахат-кула - Добрич
- Еленска сахат-кула - Елена
- Златичка сахат-кула - Златица
- Карловска сахат-кула - Карлово
- Свиштовска сахат-кула - Свиштов
- Разградска сахат-кула - Разград
- Тревненска сахат-кула - Трјавна

## Сахат-куле у Србији
- Београдска сахат-кула - Београд
- Нишка сахат-кула - Ниш, налазила се у Нишкој тврђави а срушена после Првог светског рата
- Призренска сахат-кула - Призрен
- Приштинска сахат-кула - Приштина
- Пријепољска сахат-кула - Пријепоље
- Пиротска сахат-кула - Пирот, срушена после ослобођења од Турака.
- Ораховачка сахат-кула -Ораховац

## Сахат-куле у Македонији
- Скопљанска сахат-кула - Скопље
- Битољска сахат-кула - Битољ

## Други познати звоници
- Биг Бен - Лондон (енглеска сахат-кула)
- Спаситељева кула - Москва (московска сахат-кула)
- Измирска сахат кула - Измир
- Сахат-кула у Подгорици - Подгорица